# Henrieta Delavrancea

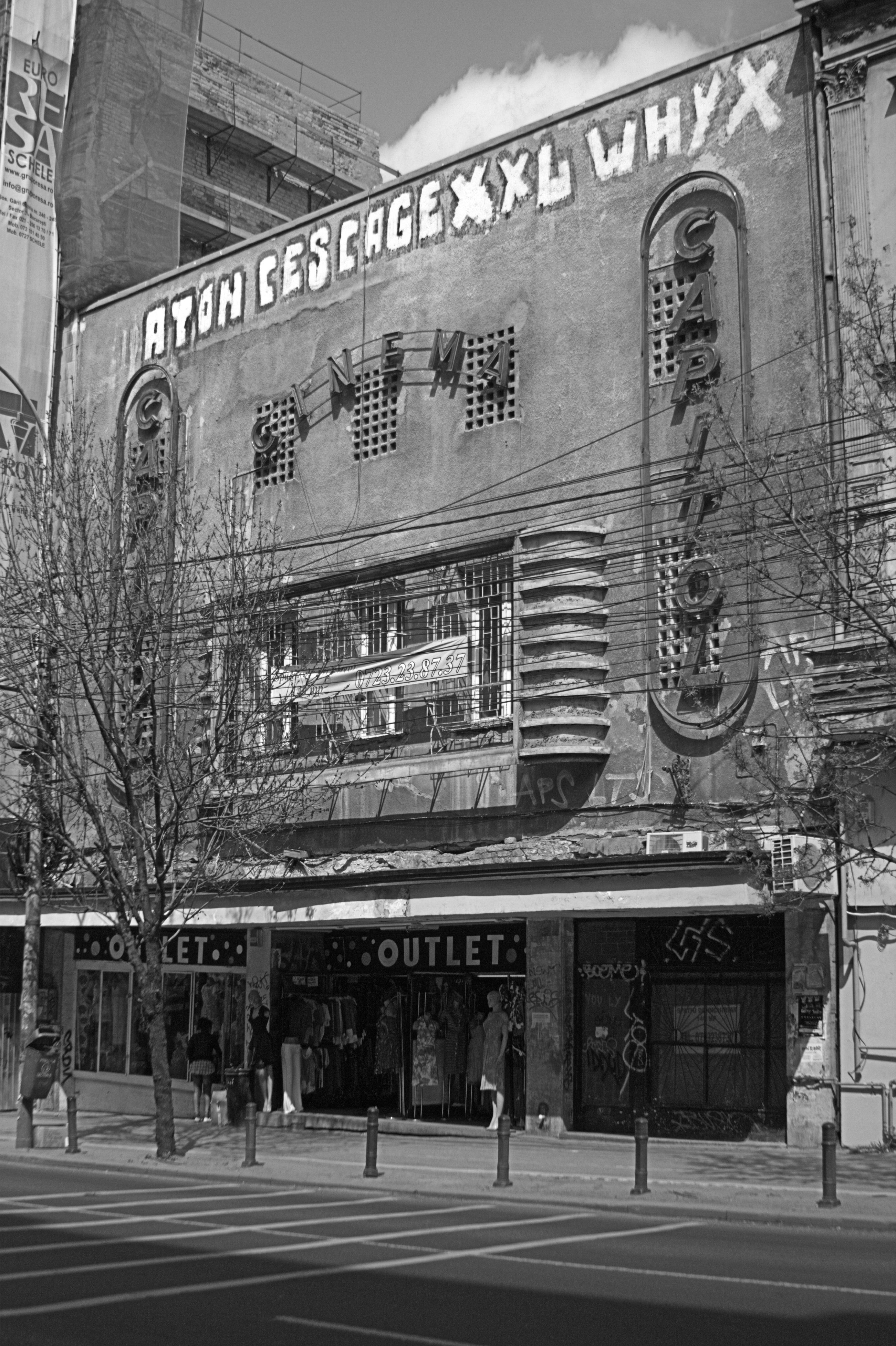
A bukaresti Capitol mozi

Henrieta Delavrancea (Bukarest, 1897. október 19. – Bukarest, 1987. március 3.) román építész; az egyik első nő, akit felvettek a bukaresti Építészeti Főiskolára. Mivel az első világháború miatt megszakította a tanulmányait, nem volt az első női végzősök között. Munkásságával jelentősen hozzájárult a modernista román építészethez.

## Élete
Szülei Barbu Ștefănescu Delavrancea író, politikus és Maria Lupaşcu voltak. Felsőosztálybeli családja révén gyermekkorában a román társadalom jelesei vették körül; egyik korai mentora Ion Mincu volt, az egyik legismertebb román építész, az építészetben a nemzeti identitás megőrzésének szószólója. 1913-ban iratkozott be az Építészeti Főiskolára, ahol a húszfős évfolyamban egyetlen nő volt rajta kívül Marioara Ioanovici. 1916-ban a háború miatt félbeszakította tanulmányait, és ápolónőként dolgozott.
1918-ban házasodtak össze Emile Gibory-val; rövid ideig Párizsban éltek, majd a hegyek közé, Nehoiuba költöztek. Két év múltán Penteleu környékére költöztek, de 1924-ben Delavrancea a tanulmányai folytatása mellett döntött. 1926-1927-ben szerzett oklevelet, és utóbb azt állította, hogy a negyedik építésznő volt az országban Ada Zăgănescu, Virginia Andreescu és Mimi Friedman után. Ez nem feltétlenül igaz, mivel a Román Építészek Társaságában 1924-ben hat regisztrált női tag volt: Maria Cotescu, Irineu Maria Friedman, Virginia Andreescu Haret, Maria Hogas, Antonetta Ioanovici és Ada Zăgănescu. Másrészt viszont Delavrancea 1921-ben tervezte az első házat, még a főiskola elvégzése előtt.
A következő műve saját otthonának terve volt, amely 1925-ben készült el. Számos lakóházat és középületet tervezett, köztük huszonkét tengerparti házat Balcsikban többek között Gheorghe Rasoviceanu tábornok, Mircea Cancicov, Ion Pillat és Elisa Ştirbei számára. Szintén ő tervezte meg Mária román királyné balcsiki palotájának a testőrségi pavilonját és teapavilonját. Huszonnyolc villát és öt templomot épített szerte az országban, és az ő műve a Miklós román királyi herceg számára épített snagovi palota is. A munkásságához tartozik legalább három bukaresti kórház és a Higiéniai és Közegészségügyi Intézet székháza, a bukaresti Capitol mozi, a bukaresti francia konzulátus és az oravicabányai prefektúra épülete.
Delavrancea az egyik legismertebb román építésznő, és a modernista iskola jelentős képviselője. Stílusa hatással volt a modern román építészetre azáltal, hogy a hagyományos formákat és helyi motívumokat funkcionális, modern értelemben értelmezte újjá. Balcsiki házaiban köveket használt a sziklás tengerpart utánzására, és az ellentét kedvéért gyakran tervezett nagyméretű mellvédeket. A tengerparti építkezéshez szükséges speciális alapozásnál gyámköveket használt. A második világháború után rehabilitációs és állagmegóvási projekteken dolgozott. A kommunista rendszer idején tizenkilenc évig az Egészségügyi Minisztérium tervezőközösségében dolgozott.
Delavrancea-Gibory 1987. március 26-án hunyt el Bukarestben. Halála után számos kiállítást szerveztek munkáiról.

## Fordítás
Ez a szócikk részben vagy egészben  a   Henrieta Delavrancea című angol Wikipédia-szócikk ezen változatának fordításán alapul.  Az eredeti cikk szerkesztőit annak laptörténete sorolja fel. Ez a jelzés csupán a megfogalmazás eredetét és a szerzői jogokat jelzi, nem szolgál a cikkben szereplő információk forrásmegjelöléseként.